# Håkan Larsson (basketspelare)
Lars Håkan Larsson, född 11 juni 1974 i Gällivare, är en svensk före detta basketlandslagsspelare som spelade större delen av karriären för Plannja Basket i Luleå. Han spelade dessutom en sejour i den franska (JDA Dijon, 2000/01) och den tyska basketligan (Brandt Hagen, 2001/02). Efter att ha avslutat säsongen i Sverige 2006 spelade han även för den italienska klubben Sicc Cucine Jesi. och återvände sedan till Plannja Basket och LF Basket tills han avslutade karriären 2011. Numera är han huvudtränare för BC Luleå.

## Bakgrund och meriter
Håkan Larsson är uppvuxen i bostadsområdet Tuna i Luleå där han startade sin basketkarriär i basketklubben BK Vråken 1984. Första matchen spelade han mot Sunderby SK i folkhögskolans gymnastiksal. Han gick sedan på Luleå Basketgymnasium.   
Med Plannja Basket vann han sex SM-guld. Han beskrivs vara elitklubbens och Svenska Basketligans bästa svenska spelare genom tiderna på guardpositionen.    
- Säsongen 1993/1994 blev han utnämnd till Säsongens Nykomling i Svenska basketligan.
- Säsongen 2009/2010 blev han utnämnd till Årets Guard i Svenska basketligan.

Han spelade även 110 landskamper för Sveriges landslag. 
Den 25 augusti 2011 meddelade Larsson officiellt att han avslutar sin karriär på grund av efterhängsna skador. Håkan återvände till BK Vråken Säsongen 2012/2013 för att spela med dess seniorer. Säsongen 2012/2013 tog han rollen som assisterande tränare för BC Luleå.
Med BC Luleå vann Larsson sitt sjunde SM-guld (Första som assisterande coach) säsongen 2016/2017.